# لوتسارا
لوتسارا (بالإيطالية: Luzzara)‏ هي بلدية في مقاطعة ريدجو إميليا في إقليم إميليا رومانيا الإيطالي.

## السكان
في سنة 1861 بلغ عدد السكان 7٬511 نسمة، وتطور العدد ليصل في سنة 2011 لـ 9٬169 نسمة.
يظهر هذا المخطط البياني تطور النمو السكاني لـ لوتسارا

## أعلام
- دانيلو دوناتي